# 홀 효과 추력기
홀 효과 추력기는 이온 엔진의 한 형태이다. 자기장으로 전자를 포획하여 음극을 만들며, 음극에서 양극으로 향하는 전자가 양극에서 방출되는 분사물질을 이온화시키케 된다. 이렇게 이온화된 분사물질은 양극과 음극 사이의 전기장에 의하여 가속되어 방출되며 이를 통해 추력을 발생시킨다.

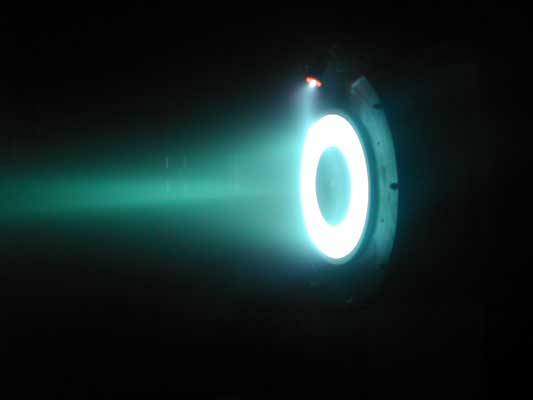
프린스턴대 플라즈마 물리연구실의 2kW 홀 추력기
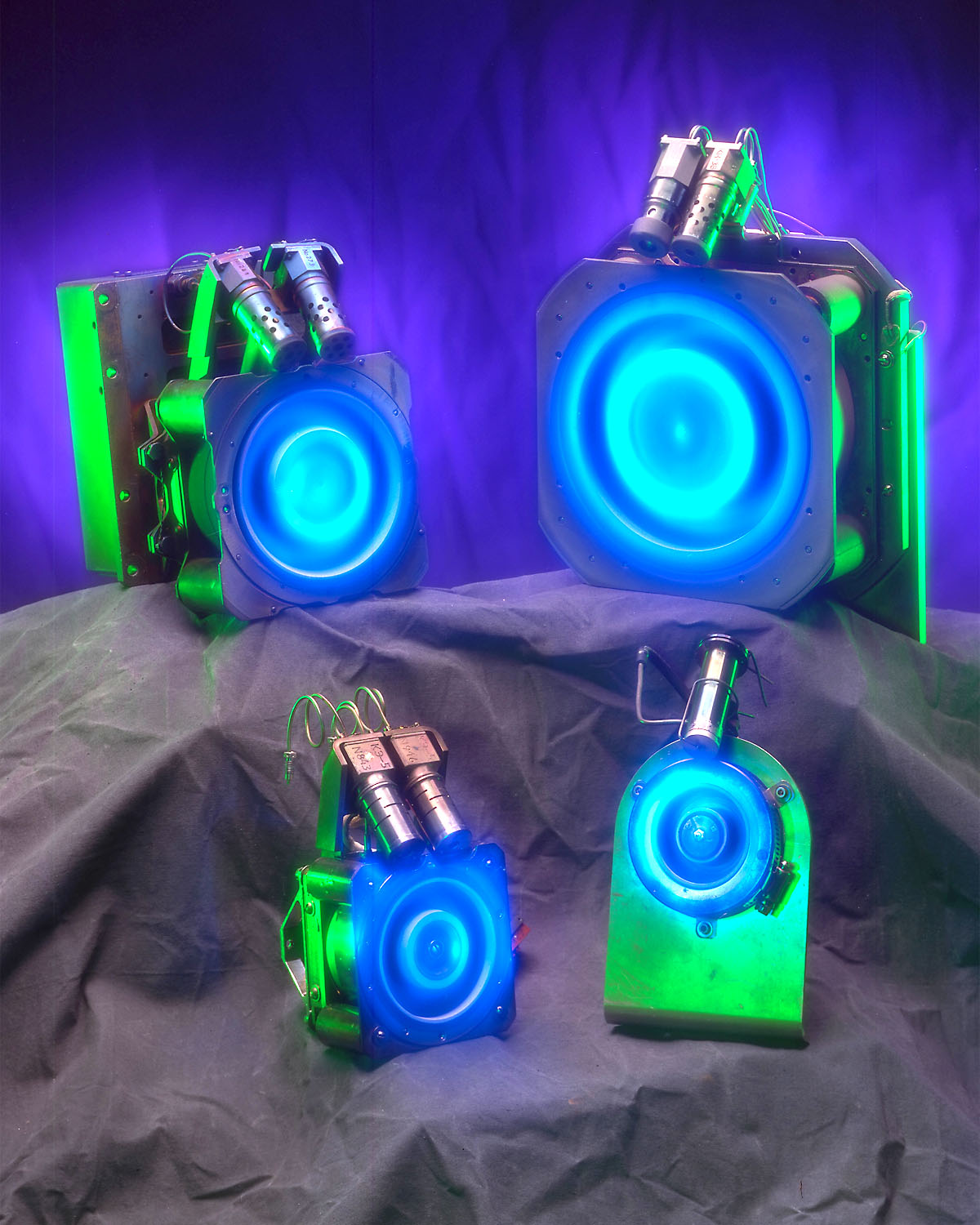
소련과 러시아의 SPD 추력기
홀 효과 추력기의 체계도